# Wolf von Wirsberg
Wolf von Wirsberg war brandenburgischer Hauptmann in Hof.
Im Schmalkaldischen Krieg waren am 8. März 1547 nach dem Chronisten Enoch Widmann gegnerische Truppen in Hof eingefallen und beraubten die Stadt um 3000 Gulden. Am 16. März schlugen 50 Reiter unter dem Hauptmann Wolf von Wirsberg die gegnerischen Truppen in die Flucht. Markgraf Albrecht Alcibiades erhob eine Strafe von 5000 Gulden, weil sich die Stadt dem Feind allzu leichtfertig ergeben hatte. Nach der Belagerung von Hof 1553 im Zweiten Markgrafenkrieg ging das Fürstentum Kulmbach 1557 an den Markgrafen Georg Friedrich über, der Wolf von Wirsberg wieder als Hauptmann von Hof einsetzte. Dieser sorgte für die Instandsetzung des Hofer Schlosses.